# Rapisma nepalense
Rapisma nepalense is een insect uit de familie van de Ithonidae, die tot de orde netvleugeligen (Neuroptera) behoort. 
Rapisma nepalense is voor het eerst wetenschappelijk beschreven door P. Barnard in 1981.